# أندريه بوشيه
أندريه بوشيه ( من مواليد 29 مارس 1967 في إيسي ليه مولينو ) هو ممثل ومغني ومقدم برامج تلفزيونية فرنسي . يعاني من التقزم ، واشتهر بشخصيته Passe-Partout في البرنامج التلفزيوني الفرنسي Fort Boyard ، الذي تم بثه على قناة France 2 مع رفاقه Passe-Temps وPass-Muraille.

## سيرة
بعد الحصول على شهادة BEP-Accounting وCAP-Informatics-Accounting، أصبح محاسبًا في إحدى الشركات قبل أن يتم تعيينه كمشغل لوحة مفاتيح في وزارة العدل. عمل في RATP منذ عام 1997 كوكيل محطة على خط المترو رقم 1. في عام 2015 أصدر أغنية واحدة مرة أخرى تحت اسم Passetout et les chipies. افتتح أمام لويس بيرتينياك في عام 2015 خلال اليوم 14 طبعة مهرجان بيرثيس.

## مهنة في وسائل الإعلام
في عام 1987، بدأ أندريه بوشيه مسيرته المهنية في الفيديو الموسيقي لأغنية تريستانا لميلين فارمر من إخراج لوران بوتونات .
منذ عام 1990، كان جزءًا من فريق عرض الألعاب Fort Boyard تحت الاسم المستعار Passe-Partout. تم اختياره بعد اختيار الممثلين المقدم داخل APPT (رابطة الأشخاص ذوي الحجم الصغير).
منذ عام 1993، شارك في نسخة كيبيك من اللعبة تحت الاسم المستعار Dédé. كما شارك في النسخة الإنجليزية من اللعبة تحت الاسم المستعار Jack The Dwarf من عام 1998 وفي النسخة الجزائرية تحت الاسم المستعار زعيط من عام 2006.
في عام 1994، التقى أنتوني لابورد (الذي أصبح فيما بعد باس-مورايل في قلعة بويار)، وهو عضو جديد في APPT والذي أقام معه بعد ذلك صداقة قوية.
في عام 2005، أصدر أغنية Je suis Passe-Partout de Fort Boyard مع ابن عمه فرانسوا بوشيه كمنتج، تحت اسم مستعار " ديدي ذا روك هارت ". قام بأداء الأغنية مباشرة في برنامج Jeux sans Stake على Direct 8 . وهو يغني عن حياته في فورت بويارد.
في عام 2006، لعب في النسخة التلفزيونية لفيلم Three Young Naked Girls (من إخراج ريتشارد فالفيردي ) جنبًا إلى جنب مع مضيفي France Télévisions (بما في ذلك أوليفييه مين الذي كان لديه فكرة هذا التعديل ومن هو المنتج).
في عام 2007، شارك في فيلم Trois Contes الرائع ، وهو فيلم روائي من قناة France 2 ، من إنتاج أوليفييه مين أيضًا، والذي لعب فيه دور أحد الأقزام من سنو وايت .
في عام 2008، لعب في المسرح في فيلم كوميدي بعنوان "أعيش بالقرب من منزلي" .
شارك في رسم تخطيطي للممثل الكوميدي جيريمي فيراري في برنامج ONDAR Show على قناة France 2 في عام 2012، ثم في رسم آخر لـ Vérino مخصص لـ Fort Boyard في On n'demande qu'à en rizer على نفس القناة في عام 2013.
منذ 5 avril 2013 ، شارك أيضًا بانتظام في العرض "الجمعة كل شيء مسموح به" على TF1 كضيف مفاجئ.
كان أيضًا شريكًا لجيل آرثر (ساحر من قلعة بويار من عام 1990 إلى عام 1998) خلال عروض مثل Attention Magique! أو أتعلم السحر في قلعة بويار .
نراه في كليب #Selfish  للمخرج أريان برودييه .
في عام 2015، ظهر في برنامج CQFD! ما كان من الضروري تحويله على D8 حيث يحاكي المسلسل Joséphine، Ang Guardian الذي يصبح Passe-Partout، Ang Guardian .
في 19 septembre 2016 ، ظهر في الرسم التخطيطي " أي شيء يمكن أن يحدث!".  ، من إنتاج Studio Bagel و Canal+ ومتوفر على منصة Youtube.
في عام 2017، ظهر كضيف في العرض الخاص الرئيسي لمسلسل مرسيليا التلفزيوني في خدمتكم للمخرج فلوريان هيسيك، والذي لعب فيه دور ساعي البريد المحتال.
في 27 janvier 2019 ، ظهر في فيديو يوتيوب MÉLI-MÉLO 2 LEGENDARY EDITION (13 لعبة مرحة مع Big Flo & Oli)  ، على قناة Mcfly &amp; Carlito ، يطلب من Mcfly وCarlito التوقيع.
في 2021 ، يلعب دور Passe-Partout في الموسم العاشر من Vestiaires ، حيث يسأله رومي وأورسون عن لغز.
في عام 2023، شارك في الموسم الخامس من ماسك سنجر تحت ملابس السنطة. يتم كشف هذا النوع من المعلومات في العرض الثاني، وهو الثالث الذي تم إزالته في الموسم. [بحاجة لمصدر]في نفس العام ، لعب دور "مشي في كل مكان" في مزحة من "قلعة بويار" خلال برنامج "زين" ، الذي تم نشره على Twitch.

## الملاحظات والمراجع
1. ↑  "Biographie d'André Bouchet". passepartout-officiel.com. مؤرشف من الأصل في 2016-07-16. اطلع عليه بتاريخ 2024-11-25.
2. ↑  à 15h16, Par Le 20 septembre 2015 (20 Sep 2015). "Perthes : Bertignac et Passe-partout font un malheur devant 8 000 spectateurs". leparisien.fr (بfr-FR). Archived from the original on 2024-12-03. Retrieved 2021-03-11.{{استشهاد ويب}}:  صيانة الاستشهاد: أسماء عددية: قائمة المؤلفين (link) صيانة الاستشهاد: لغة غير مدعومة (link)
3. ↑  Mohcene Bouzertit (23 فبراير 2015). "محسن في برج الأبطال". اطلع عليه بتاريخ 2016-10-02.
4. ↑  "France 2". France2.fr. مؤرشف من الأصل في 2013-12-22. اطلع عليه بتاريخ 2020-06-09..
5. ↑  "La chanson de Passe Partout (clip et paroles)". La Tourte. 13 يناير 2008. مؤرشف من الأصل في 2024-12-03. اطلع عليه بتاريخ 2020-06-09..
6. ↑  La Rédaction (28 يوليو 2017). "Fort Boyard : la vie secrète de Passe-Partout". باري ماتش. مؤرشف من الأصل في 2024-12-03. اطلع عليه بتاريخ 2020-06-09..
7. ↑  Gaelle Guitard (27 مارس 2015). "Ariane Brodier : son clip déjanté avec Passe-Partout en DJ [Vidéo]". Télé Star. مؤرشف من الأصل في 2015-05-10. اطلع عليه بتاريخ 2020-06-09..
8. ↑  Studio Bagel (16 سبتمبر 2016). "Tout Peut Arriver ! (avec Jérome Niel et Marion Séclin)". اطلع عليه بتاريخ 2016-09-17.
9. ↑  Mcfly & Carlito (27 يناير 2019). "MÉLI-MÉLO 2 LEGENDARY EDITION (13 jeux hilarants avec Bigflo & Oli)".
10. ↑  Zen Emission (13 يونيو 2023). "ZEN #18 AVEC DJILSI - SAISON 2".

## أنظر أيضا

### روابط خارجية
- Ressource relative à l'audiovisuel :
  - IMDb
- Site d’André Bouchet
- Performance en direct sur la chaîne Direct8